# Mike Brumley
Mike Brumley (Oklahoma City, Oklahoma; 9 de abril de 1963-Jackson, Mississippi; 15 de junio de 2024) fue un beisbolista y coach de béisbol estadounidense que jugó ocho temporadas con seis equipos en la posición de shortstop. Jugó de 1987 hasta 1995 para Chicago Cubs (1987), Detroit Tigers (1989), Seattle Mariners (1990), Boston Red Sox (1991–1992), Houston Astros (1993, 1995) y Oakland Athletics (1994). Brumley fue un coach para los Mariners desde 2010 a 2013 y para los Cubs en 2014. Fue hijo del catcher Mike Brumley.

## Carrera

### Jugador
A nivel universitario jugó para los Texas Longhorns, equipo con el que fue campeón universitario en 1983. Es recordado como un especialista defensivo, ya que podía jugar prácticamente todas las posiciones excepto pitcher y catcher. Su mejor año fue el de 1989 con los Detroit Tigers donde tuvo sus mejores números de temporada en partidos jugados (92), turnos al bat (212), carreras anotadas (33), hits (42), dobles} (5), RBI (11) y bases robadas (4). 
Fue cambiado junto a Keith Moreland de los Chicago Cubs a los San Diego Padres por Goose Gossage y Ray Hayward el 12 de febrero de 1988. Brumley pasaría de los Tigers a los Baltimore Orioles por Larry Sheets el 10 de enero de 1990 en un cambio donde se sacrificó a un bateador de poco poder por otro más joven y menos caro. Nunca jugó un partido de temporada regular con los Orioles y lo liberaron el 3 de abril, solo seis días antes del inicio de la temporada de 1990. Los números de carrera de Brumley fueron un .206 de promedio de bateo con 3 cuadrangulares y 38 RBI en 295 partidos.

### Coach
Luego de terminar su carrera como jugador en 1995 con los Houston Astros pasó a ser mánager de los Salt Lake Stingers de 2002 a 2004, teniendo un récord de 202–229. De 2005 a 2007 fue coordinador de campo en las ligas menores para los Texas Rangers. También fue mánager de los Ogden Raptors en 2008. En 2009 Brumley trabajó dentro del sistema de Los Angeles Dodgers en ligas menores en temas de instrucción.
El 31 de octubre de 2009 los Seattle Mariners anunciaron a Brumley como el coach de tercera base en 2010 como reemplazo de Bruce Hines. Brumley luego sería movido a coach de primera base. Sería parte de la plantilla de coaches de los Cubs liderado por Rick Renteria en 2014 como asistente del coach de bateo, pero renunció al cargo al finalizar la temporada.
Brumley luego fue coordinador de bateo en las ligas menores de los Atlanta Braves de 2018 a 2022.

## Muerte
Brumley murió en un accidente de tráfico cerca de Jackson, Mississippi el 15 de junio de 2024 a los 61 años.